# Bruzzano Zeffirio
Bruzzano Zeffirio (tiếng Hy Lạp: Zephyrion) là một đô thị ở tỉnh Reggio Calabria trong vùng Calabria, Ý, có cự ly khoảng 110 km về phía tây nam của Catanzaro và khoảng 40 km về phía đông nam của Reggio Calabria. Tại thời điểm ngày 31 tháng 12 năm 2004, đô thị này có dân số 1.331 người và diện tích là 20,9 km².
Bruzzano Zeffirio giáp các đô thị: Africo, Brancaleone, Ferruzzano, Sant'Agata del Bianco, Staiti.